# (255598) Paullauterbur
(255598) Paullauterbur est un astéroïde de la ceinture principale.

## Description
(255598) Paullauterbur est un astéroïde de la ceinture principale. Il fut découvert le 13 août 2006 à Vallemare Borbona par Vincenzo Silvano Casulli. Il présente une orbite caractérisée par un demi-grand axe de 2,37 UA, une excentricité de 0,20 et une inclinaison de 7,4° par rapport à l'écliptique.